# Praça Castro Alves
A Praça Castro Alves é um logradouro situado na cidade de Salvador, capital do estado brasileiro da Bahia, localizada na parte central do antigo centro urbano, na Cidade Alta.
A Praça situa-se ao final da Avenida Sete de Setembro e começo da Rua Chile. Limita-se com o promontório que divide as "cidades" Alta da Baixa - a que tem acesso pela Ladeira da Montanha, dando-lhe uma visão que abarca parte da baía de Todos os Santos.

## História
Na época conhecida como Largo do Teatro, foi o local no qual D. João, príncipe regente de Portugal, e sua corte foram recebidos pelos representantes da Câmara Municipal, no dia 22 de janeiro de 1808.
No lugar onde está situada existia o importante Teatro São João, destruído em um incêndio no ano de 1923.
Foi no São João que o poeta dos escravos conheceu a atriz portuguesa Eugênia Câmara por quem apaixonou-se e viveu um romance.
A estátua de Castro Alves foi fundida na oficina de Angelo Aureli, em São Paulo, chegando à Bahia, em dezembro de 1922.É um trabalho do escultor italiano Pasquale de Chirico e representa o poeta na atitude de fala ou está declamando, tendo a cabeça descoberta, fronte erguida, olhar perdido no infinito, chapéu mole de estudante à mão esquerda, braço direito estendido.
Na manhã de 20 de junho de 1923, a estátua de bronze do poeta foi levantada até o topo da coluna que lhe serve de base.
Os blocos que serviram para o pedestal e a base são de granito. Concluída a obra, inaugurou-se o monumento no dia 6 de julho de 1923.

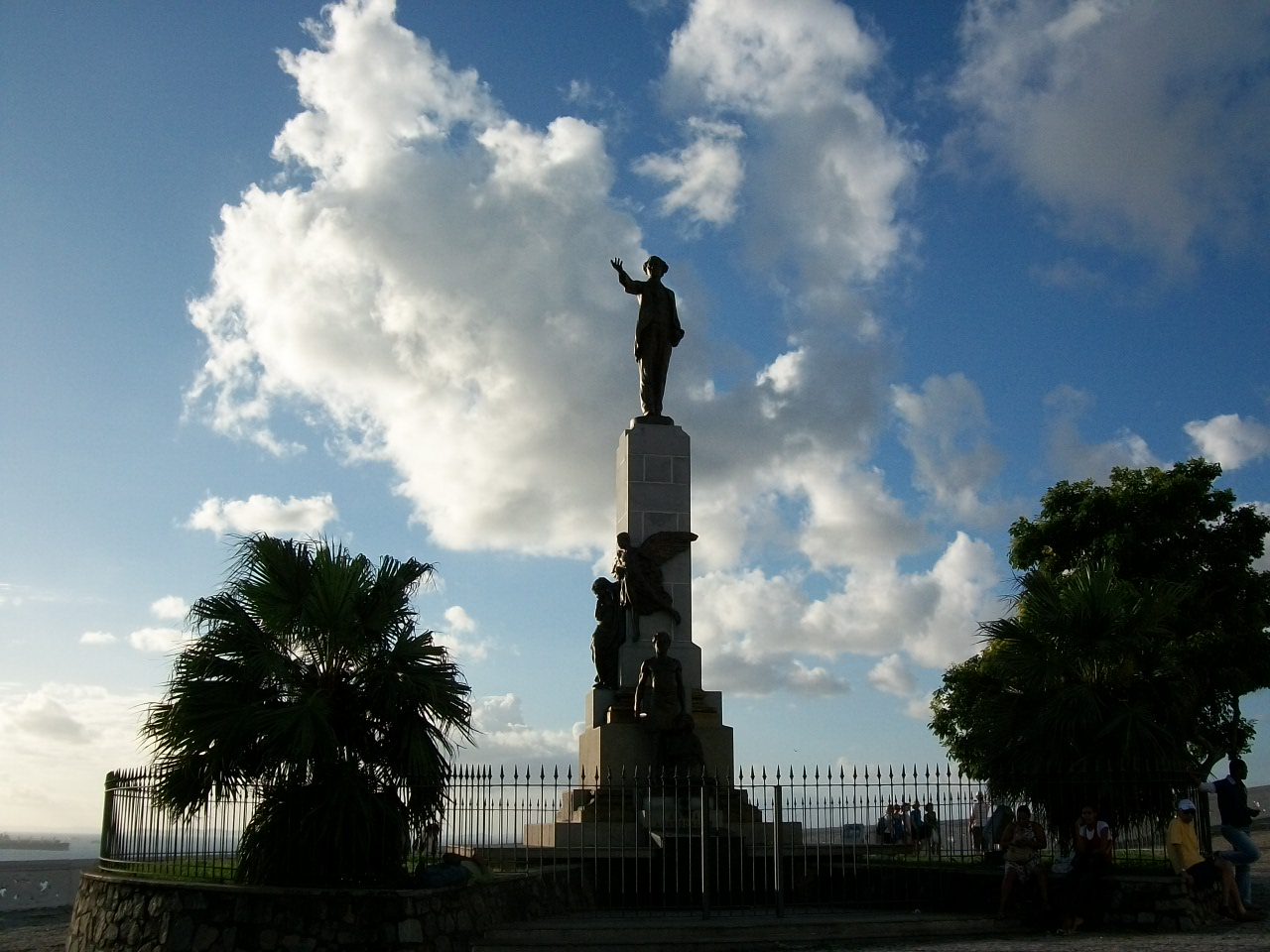
O monumento dedicado a Castro Alves, poeta baiano que deu nome à praça.

O monumento, em sua totalidade, mede 10,74 metros de altura. O pedestal tem 6 degraus, o primeiro com 0,35 metros de altura e os outros com 0,25 metro, cada um. O pedestal mede 6,80 metros e a estátua de bronze do poeta mede 2,34 metros de altura. De um lado da coluna, há um grupo em bronze, com 2,16 metros representando um anjo em posição de voo, a levantar uma mulher escrava pelo braço, erguendo-a à altura. Do outro lado da coluna, encontra-se um livro aberto com uma espada atravessada, tendo em letras douradas o seguinte verso: Não cora o sabre de hombrear com o livro. Em placa de mármore, numa das faces da base, lê-se: A Bahia a Castro Alves. Em 1971, por ocasião do centenário de morte do poeta, seus restos mortais foram transferidos do cemitério do Campo Santo para o monumento que, assim, passou também a ser túmulo de Castro Alves.
A Praça é o ponto central do Carnaval de Salvador. Ali, a partir da década de 1970, passou a acontecer, nas noites de terça-feira da folia (último dia de carnaval) o que veio a se tornar mais uma tradição do festejo: o "Encontro de Trios", onde vários trios elétricos e seus blocos se juntam para o encerramento da festa.

## Cultura popular

### Na música
O compositor e cantor Caetano Veloso, parafraseando o poeta homenageado, que recitara no seu poema O Povo ao Poder - "A praça! A praça é do povo/Como o céu é do condor" - imortalizou o logradouro na sua canção “Um Frevo Novo”, com os versos: "A Praça Castro Alves é do povo / Como o céu é do avião".